# Joachim Gaunse
Joachim Gaunse (auch Gans) war ein böhmischer Bergbauingenieur und Entdecker. Er lebte im 16. Jahrhundert und gilt als der erste dokumentierte Jude auf dem Gebiet der heutigen Vereinigten Staaten von Amerika.

## Leben
Gaunse wurde in Prag geboren und erstmals 1581 in Schriften genannt. Im Jahr 1584 wurde er von Walter Raleigh für eine Expedition nach Nordamerika rekrutiert. Dort sollte eine dauerhafte Siedlung geschaffen werden. Später verließ er Nordamerika wieder und ging nach Bristol.